# ایوان ویلهارتر
ایوان ویلهارتر (انگلیسی: Yvonne Weilharter؛ زادهٔ ۸ دسامبر ۲۰۰۰) بازیکن فوتبال اهل اتریش است.
از باشگاه‌هایی که در آن بازی کرده‌است می‌توان به باشگاه فوتبال اشتورم گراتس اشاره کرد.
وی همچنین در تیم‌های ملی فوتبال Austria women's national under-17 football team و زنان اتریش بازی کرده‌است.